# El Rompido
El Rompido är en ort i Spanien.   Den ligger i provinsen Provincia de Huelva och regionen Andalusien, i den sydvästra delen av landet, 500 km sydväst om huvudstaden Madrid. El Rompido ligger 7 meter över havet och antalet invånare är 1 737.
Terrängen runt El Rompido är platt. Havet är nära El Rompido söderut.  Närmaste större samhälle är Huelva, 17,0 km öster om El Rompido. 